# اسویگ
اسویگ (به سوئدی: Sveg) یک منطقهٔ مسکونی در سوئد است که در بخش هریدالن واقع شده‌است. اسویگ ۲٫۸۵ کیلومتر مربع مساحت و ۲٬۵۴۷ نفر جمعیت دارد.